# Fences

Logotip de la pel·lícula

Fences és una pel·lícula distribuïda per la Paramount, dirigida per Denzel Washington i protagonitzada per ell mateix i Viola Davis, que ja havien protagonitzat la versió teatral a Broadway. Basada en la peça teatral homònima guanyadora d’un premi Pulitzer de August Wilson, es va estrenar el 16 de desembre de 2016. La pel·lícula va ser un èxit comercial (va obtenir una recaptació de 64 milions de dòlars) i va ser nominada en quatre categories en els Premis Oscar de 2016, de les que Viola Davis va guanyar l'Oscar a la millor actriu secundària.

## Argument
A la dècada de 1950, a Pittsburgh, Troy Maxson viu amb la seva dona Rose i el seu fill Cory i treballa com a recol·lector d'escombraries amb el seu millor amic, Jim Bono. El germà petit de Troy, Gabriel Maxson, va patir una lesió al cap a la Segona Guerra Mundial que el va deixar amb discapacitat mental per lo que va rebre una indemnització del govern de 3.000 que Troy va fer servir per comprar una casa per a la família. Temps després Gabriel es va mudar però encara viu al veïnat, sovint ficant-se en problemes amb la llei pel seu comportament excèntric, que inclou fixacions religioses. En la seva adolescència, Troy se'n va anar de casa per allunyar-se d’un pare abusador i va fer-se lladre per poder-se mantenir. Després de matar un home durant un robatori que el va portar a la presó, va conèixer Bono i es va revelar com un bon jugador de beisbol. Després va jugar a les Lligues Negres professionals però mai va arribar a la Major League Baseball, que amb anterioritat al 1947 no tenia jugadors afroamericans. Després d'haver sobreviscut a una greu pneumònia en la seva joventut, Troy afirma haver derrotat la Parca en una baralla a cops de puny, en què ella va jurar que tornaria per a una revenja.
Lyons Maxson, el fill gran de Troy, fruit d'una relació anterior, el visita cada dia que hi ha paga per demanar-li diners prestats. Això molesta Troy, que el considera irresponsable i rebutja que vulgui convertir-se en músic en lloc de trobar una feina real. Troy es nega fins i tot a visitar el club on està tocant la banda del seu fill. Més tard Rose li diu a Troy que un equip de futbol universitari està pensant a incorporar Cory, però Troy no creu que Cory tingui possibilitats d'arribar a la NFL, no només perquè ell no va tenir èxit en el beisbol sinó també perquè creu que la discriminació racial encara impera en les Grans Lligues. Per tot plegat li diu a Cory que no signarà els documents de permís.
Rose demana a Troy que construeixi una tanca al voltant de la casa seva i aquest exigeix a Cory que l'ajudi com a càstig pel fet que Cory no ajuda a casa degut a que el futbol li pren tot el temps. Troy i Cory es discuteixen per les ambicions de Cory de jugar futbol americà universitari. En saber que Cory no està treballant en la seva feina de mig temps a causa de la pràctica del futbol, Troy li exigeix que torni a la feina, malgrat que Cory mira de fer-li veure que la feina la tindrà igualment quan s'acabi la temporada de futbol.
Troy és ascendit a conductor de camió d'escombraries, convertint-se en el primer afroamericà a fer-ho a Pittsburgh, tot i que no pot llegir i no té una llicència de conduir. Bono descobreix que Troy està enganyant Rose amb Alberta, una dona que va conèixer en un bar i li diu que vigili. Quan Troy és assignat a un veïnat diferent els amics es distancien. Més tard Troy descobreix que Cory no ha tornat a la feina i obliga l'entrenador a expulsar-lo de l'equip. Troy també refusa reunir-se amb el becant de la universitat que vol visitar casa seva provocant la ira de Cory. Gabriel ha estat posat a la presó per pertorbar la pau del veïnat. Li demanen a Troy que signi uns documents per al seu alliberament i, sense saber-ho, signa que es redirigeixi la meitat de la pensió de Gabriel a un hospital psiquiàtric i forçant el seu germà a ser institucionalitzat.
Troy es veu obligat a revelar la seva aventura a Rose quan la seva amant queda embarassada. En la discussió que segueix Troy agafa agressivament Rose i Cory intervé colpejant-lo. En els mesos següents, Troy i Rose es distancien, encara que segueixen vivint a la mateixa casa. Tot i que Troy continua visitant la seva amant, aquesta finalment mor de part. Això porta a un amargat Troy a desafiar iradament la Parca a una altra lluita.
Troy porta la seva petita filla Raynell a casa, i Rose decideix criar-la com a pròpia, però es nega a acceptar Troy a la seva vida. Havent perdut l’oportunitat d’entrar a la universitat, Cory està considerant allistar-se als Marines. Un dia, tornant a casa, Troy, ebri, bloqueja el seu camí i l'instiga a una baralla en què Cory colpeja Troy amb un bat de beisbol per lo que aquest el treu de casa. Tant energitzat com desorientat per la seva victòria, Troy una vegada més desafia la Mort a venir-hi. Troy, de nou, repta la mort a que el vingui a buscar. Sis anys després Troy ha mort d'un atac de cor i Cory, ara cap dels Marines, torna a casa però informa Rose que no assistirà al funeral. Rose admet que estimava Troy malgrat els seus molts defectes i li diu que malgrat Troy el criés amb duresa i no s'expressés mai el seu afecte, això no significava que no l'estimés. Cory parla amb Raynell i decideix anar al funeral. Lyons, condemnat a tres anys per frau, rep un permís per assistir al funeral. De la mateixa manera, Gabriel surt de l'hospital per assistir-hi per lo que tota la família es reuneix en pau per acomiadar Troy.

## Repartiment
- Denzel Washington (Troy Maxson)
- Viola Davis (Rose Lee Maxson)
- Stephen McKinley Henderson (Jim Bono)
- Jovan Adepo (Cory Maxson)
- Russell Hornsby (Lyons Maxson)
- Mykelti Williamson (Gabriel Maxson)
- Saniyya Sidney (Raynell Maxson)

## Premis i nominacions
| Premi                                               | Categoria                                 | Receptors                                   | Resultat   |
| --------------------------------------------------- | ----------------------------------------- | ------------------------------------------- | ---------- |
| Premis AACTA                                        | Millor Actor                              | Denzel Washington                           | Nominat    |
| Premis Oscar                                        | Millor pel·lícula                         | Todd Black, Scott Rudin i Denzel Washington | Nominat    |
| Premis Oscar                                        | Millor Actor                              | Denzel Washington                           | Nominat    |
| Premis Oscar                                        | Millor actriu secundària                  | Viola Davis                                 | Guanyador  |
| Premis Oscar                                        | Millor guió adaptat                       | August Wilson                               | Nominat    |
| African-American Film Critics Association           | Millor actor                              | Denzel Washington                           | Guanyador  |
| African-American Film Critics Association           | Millor actriu secundària                  | Viola Davis                                 | Guanyador  |
| African-American Film Critics Association           | Millor guió                               | August Wilson                               | Guanyador  |
| African-American Film Critics Association           | Top 10 Films                              | Fences                                      | 2a posició |
| Premis de l’Art Directors Guild                     | Millor pel·lícula de cinema d’època       | David Gropman                               | Nominat    |
| Premis BET                                          | Millor pel·lícula                         | Fences                                      | Nominat    |
| Premis BET                                          | Millor actriu                             | Viola Davis                                 | Nominat    |
| Premis BET                                          | Millor actor                              | Denzel Washington                           | Nominat    |
| Premi BAFTA                                         | BAFTA a la millor actriu secundària       | Viola Davis                                 | Guanyador  |
| Premis de la Crítica Cinematogràfica                | Millor pel·lícula                         | Fences                                      | Nominat    |
| Premis de la Crítica Cinematogràfica                | Millor director                           | Denzel Washington                           | Nominat    |
| Premis de la Crítica Cinematogràfica                | Millor actor                              | Denzel Washington                           | Nominat    |
| Premis de la Crítica Cinematogràfica                | Millor actriu secundària                  | Viola Davis                                 | Guanyador  |
| Premis de la Crítica Cinematogràfica                | Millor repartiment                        | Repartiment de Fences                       | Nominat    |
| Premis de la Crítica Cinematogràfica                | Millor guió adaptat                       | August Wilson                               | Nominat    |
| Premis Globus d'Or                                  | Globus d'Or al millor actor dramàtic      | Denzel Washington                           | Nominat    |
| Premis Globus d'Or                                  | Globus d'Or a la millor actriu secundària | Viola Davis                                 | Guanyador  |
| Premis Golden Tomato                                | Millor pel·lícula dramàtica 2016          | Fences                                      | 4t lloc    |
| IndieWire Critics Poll                              | Millor actor                              | Denzel Washington                           | 5a posició |
| IndieWire Critics Poll                              | Millor actriu secundària                  | Viola Davis                                 | 4a posició |
| National Society of Film Critics                    | Millor actor                              | Denzel Washington                           | 2a posició |
| Producers Guild of America                          | Millor pel·lícula                         | Todd Black, Scott Rudin i Denzel Washington | Nominat    |
| Festival Internacional de Cinema de Santa Barbara   | Premi Virtuosos                           | Stephen McKinley Henderson                  | Guanyador  |
| Festival Internacional de Cinema de Santa Barbara   | Premi Maltin Modern Master                | Denzel Washington                           | Guanyador  |
| Premis Satellite                                    | Millor pel·lícula                         | Fences                                      | Nominat    |
| Premis Satellite                                    | Millor director                           | Denzel Washington                           | Nominat    |
| Premis Satellite                                    | Millor actor                              | Denzel Washington                           | Nominat    |
| Premis Satellite                                    | Millor actriu secundària                  | Viola Davis                                 | Nominat    |
| Premi del Sindicat d'Actors de Cinema               | Millor actor protagonista                 | Denzel Washington                           | Guanyador  |
| Premi del Sindicat d'Actors de Cinema               | Millor actriu secundària                  | Viola Davis                                 | Guanyador  |
| Premi del Sindicat d'Actors de Cinema               | Millor repartiment                        | Repartiment de Fences                       | Nominat    |
| Premis del Sindicat de Guionistes dels Estats Units | Millor guió adaptat                       | August Wilson                               | Nominat    |